# Meteor 2K

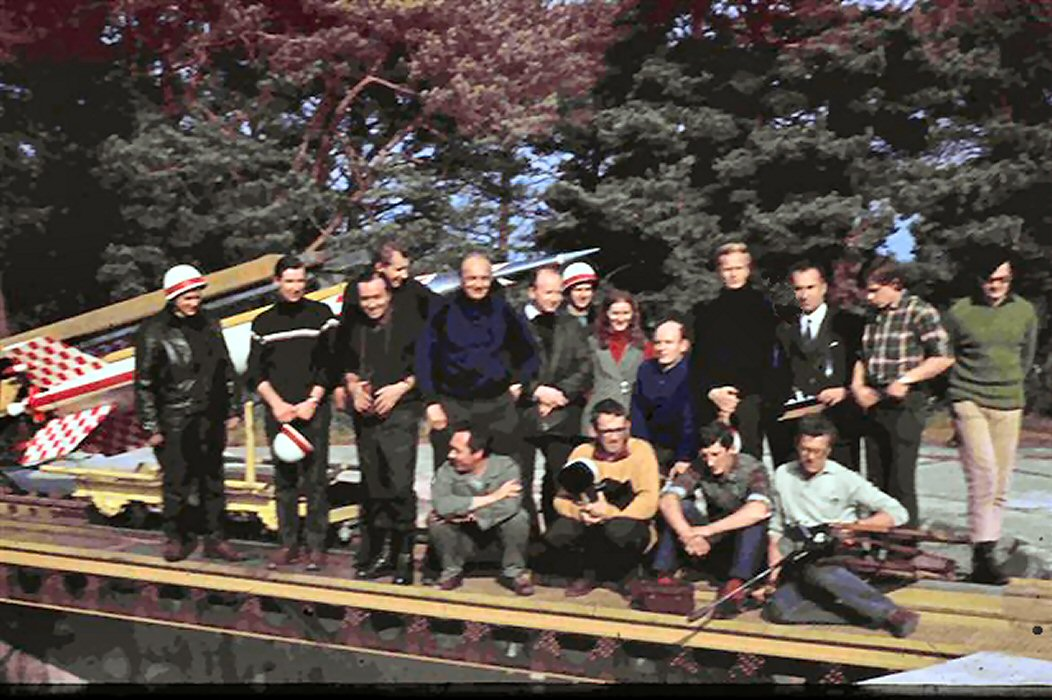
Zespół Instytutu Lotnictwa i PIHM przed odpaleniem ostatniej rakiety Meteor 2K

Meteor-2K – jednostopniowa rakieta na paliwo stałe, będąca rozwinięciem Meteora-2. Była największą i najbardziej zaawansowaną technologicznie rakietą spośród podobnych konstrukcji wytwarzanych w Polsce. Do kadłuba rakiety Meteor-2 dodano dwa silniki pomocnicze, będące wersją silnika Meteora-1, odrzucane po starcie na małej wysokości. Dzięki ulepszeniu rakieta nie poddawała się podmuchom wiatru podczas startu oraz osiągnęła zakładany pułap 90 km. Startowała ze stałej wyrzutni typu W-120 o długości prowadnicy 14 m, stałym azymucie sondażu równym 300° oraz kącie podniesienia regulowanym w zakresie od 75° do 92°. W chwili startu następował zapłon silników pomocniczych rakiety, a po przebyciu 5 cm na wyrzutni uruchamiał się silnik główny. Opuszczała stanowisko startowe z prędkością 35 m/s. Po 2,3 s, na wysokości 440 m, kończyły pracę silniki pomocnicze i odpadały od rakiety. Praca silnika głównego trwała natomiast 18 s, do wysokości około 14,5 km. W 120 sekundzie lotu następowało odrzucenie stożka przedniego rakiety i wyrzucenie zasobnika z dipolami oraz ich automatyczne uwolnienie. Monitorowanie przemieszczania się układu ładunków w atmosferze pozwalało wyznaczyć kierunek i siłę wiatrów na różnych wysokościach. Siła bezwładności odrzuconego i oddalającego się od rakiety stożka przedniego (głowicy rakiety) powodowała wyciągnięcie na zewnątrz sondy badawczej „RAMZES”, umieszczonej w głowicy i jej spadochronu. Przez pierwsze 5 s po oddzieleniu się głowicy pozostawała ona połączona z sondą. Następnie odcinane były linki łączące głowicę i sondę, która wtedy samodzielnie opadała na spadochronie na ziemię. Rakieta po raz pierwszy wystartowała 10 lipca 1970 r. W tym samym roku 7 października przeprowadzono kolejne dwa udane starty i na tym zakończono loty rakiety Meteor-2K. Całością prac nad projektem kierował mgr inż. Jerzy Haraźny. Za próby w locie odpowiedzialny był mgr inż. Grzegorz Pawlak. Starty przeprowadzano na Stacji Sondażu Rakietowego w Łebie. Stację zlokalizowano na przesmyku lądowym pomiędzy morzem a jeziorem Łebsko w miejscu dawnego poligonu rakietowego niemieckiej firmy Rheinmetall-Borsig z Düsseldorfu.
| Długość całkowita                               | 4300 mm                |
| Średnica                                        | 360 mm                 |
| Rozpiętość stateczników                         | 1100 mm                |
| Średnica silników pomocniczych                  | 120 mm                 |
| Objętość komory ładunku użytecznego             | 1250 cm³               |
| Całkowita masa startowa                         | 420 kg                 |
| Masa silników pomocniczych                      | 52 kg                  |
| Masa rakiety bez paliwa i silników pomocniczych | 126 kg                 |
| Masa paliwa silnika głównego                    | 242 kg                 |
| Masa paliwa silników pomocniczych               | 36 kg                  |
| Max. masa ładunku użytecznego                   | 10 kg                  |
| Ciąg silnika głównego                           | 23 534 N (2400 kG)     |
| Ciąg silników pomocniczych                      | 2 × 13 728 N (1400 kG) |
| Czas pracy silnika głównego                     | 18 s                   |
| Czas pracy silników pomocniczych                | 2,3 s                  |
| Prędkość max.                                   | 5560 km/h              |
| Przyspieszenie max.                             | 15,6 g                 |